# Brandon Sanderson
Brandon Sanderson (Nebraska, 19 december 1975) is een Amerikaans schrijver van fantasy. Hij is vooral bekend voor zijn Mistborn-trilogie en zijn opdracht om de serie Het Rad des Tijds van de inmiddels overleden schrijver Robert Jordan af te werken.
Sanderson werd al twee keer genomineerd voor de John W. Campbell Memorial Award en is nog steeds de enige auteur die zes keer genomineerd werd voor de David Gemmell Legend Award in een tijdsperiode van vier jaar. In 2011 won hij de David Gemmell Legend Award met The Way of Kings, het eerste deel van een multi-serie bestaande uit tien boeken. In 2012 werd hij genomineerd voor The Alloy of Law.
Sanderson is een deelnemer aan de wekelijkse podcast Writing Excuses met auteurs Dan Wells, Mary Robinette Kowal en webcartoonist Howard Tayler.

## Achtergrond
Sanderson werd geboren in Lincoln, Nebraska en behaalde in 2004 zijn Masters in creatief schrijven. Hij studeerde aan de Brigham Young University en woont momenteel in Provo (Utah) met zijn vrouw en kinderen. Sanderson is een lid van de Kerk van Jezus Christus van de Heiligen der Laatste Dagen.
Sanderson begon zijn schrijverscarrière met Elantris, maar kreeg pas echte bekendheid met zijn trilogie Mistborn (inmiddels bestaande uit 6 delen). Hij werd vooral geïnspireerd door Robert Jordan, maar ook door Melanie Rawn, David Eddings, Anne McCaffrey en Orson Scott Card.
In december 2007 koos de weduwe van Robert Jordan, Harriet McDougal, Sanderson uit om het twaalfde en laatste deel in de serie Het Rad des Tijds af te werken. Dat deed ze nadat ze erg onder de indruk was van zijn boek Mistborn: The Final Empire. Op 7 december 2007 bevestigde Tor Books, de uitgeverij van Jordan, het gerucht omtrent Sanderson. Iets meer dan twee jaar later, op 30 maart 2009, raakte bekend dat het boek dat bekendstond als A Memory of Light, gesplitst zou worden in drie afzonderlijke delen, te beginnen met De Naderende Storm (2010), gevolgd door De Torens van Middernacht (2011) en afsluitend met Het Licht van Weleer. Deze laatste titel is verschenen in 2013.